# Arrondissement d'Osnabrück
Pour l'arrondissement à l'époque de l'Empire, voir Arrondissement d'Osnabrück (Ems).
L'arrondissement d'Osnabrück est un arrondissement  ("Landkreis" en allemand) de Basse-Saxe  (Allemagne).
Son chef-lieu est Osnabrück.

## Villes, communes et communautés d'administration
(nombre d'habitants en 2006)
Einheitsgemeinden
| 1. Bad Essen (15 773) 2. Ville de Bad Iburg (11 559) 3. Bad Laer (9 227) 4. Bad Rothenfelde (7 272) 5. Belm (13 844) 6. Bissendorf (14 444) 7. Bohmte (13 348) 8. Ville de Bramsche, commune autonome (30 909) 9. Ville de Dissen am Teutoburger Wald (9 342) | 1. Ville de Georgsmarienhütte, commune autonome (32 525) 2. Glandorf (6 787) 3. Hagen am Teutoburger Wald (14 269) 4. Hasbergen (11 171) 5. Hilter am Teutoburger Wald (10 176) 6. Ville de Melle, commune autonome (46 538) 7. Ostercappeln (9 670) 8. Wallenhorst, commune autonome (24 158) |

Samtgemeinden avec leurs communes membres
* Siège de la Samtgemeinde
| - 1. Samtgemeinde Artland (23 007) 1.1. Badbergen (4 613) 1.2. Menslage (2 548) 1.3. Nortrup (3 033) 1.4. Ville de Quakenbrück * (12 813) - 2. Samtgemeinde Bersenbrück (28 269) 2.1. Alfhausen (3 791) 2.2. Ankum (7 340) 2.3. Ville de Bersenbrück * (7 923) 2.4. Eggermühlen (1 788) 2.5. Gehrde (2 482) 2.6. Kettenkamp (1 722) 2.7. Rieste (3 223) | - 3. Samtgemeinde Fürstenau (16 761) 3.1. Berge (3 727) 3.2. Bippen (3 050) 3.3. Ville de Fürstenau * (9 984) - 4. Samtgemeinde Neuenkirchen (10 459) 4.1. Merzen (4 083) 4.2. Neuenkirchen * (4 570) 4.3. Voltlage (1 806) |

## Administrateurs de l'arrondissement
- 1902–1917 Carl von Wangenheim (de)
- 1917–1919 Clemens August Ostman von der Leye (de)
- 1919–1933 Kurt von Detten (Zentrum)
- 1933–1939 Eberhard Westerkamp (de) (NSDAP)
- 1940–1945 Gustav Lemke (de) (NSDAP)
- 1945–1946 Hugo Homann (sans étiquette)
- 1946–1949 Wilhelm Erpenbeck (de) (Zentrum/CDU)
- 1949–1964 Walter Giesker (de) (CDU)
- 1964–1972 Josef Tegeler (de) (CDU)
- 1972–1993 Josef Tegeler (CDU)
- 1993–2011 Manfred Hugo (de) (CDU)
- 2011–2019 Michael Lübbersmann (de) (CDU)
- depuis 2019 Anna Kebschull (de) (Alliance 90/Les Verts)